# Égletons
Égletons (Occitaans: Aus Gletons) is een gemeente in het Franse departement Corrèze (regio Nouvelle-Aquitaine). De gemeente telde 4.336 inwoners op 1 januari 2022. De plaats maakt deel uit van het arrondissement Tulle. 
De oudste delen van de kerk Saint-Antoine l’Ermite, waaronder de toren, stammen uit de 12e eeuw. De glasramen van de hand van Blanchet et Lesage dateren uit 1957.
De heren van Ventadour waren afkomstig uit Égletons. De plaats kreeg een stadsmuur in de 11e eeuw, die vervolgens werd aangepast in de 13e en de 15e eeuw. De plaats kende haar grootste bloei in de 12e eeuw. Toen werd de kerk gebouwd en ook chapelle des pénitents. De hertogen van Ventadour verplaatsten in 1599 hun meierij van Égletons naar Ussel.
Burgemeester Charles Spinasse (1893-1979), die ook minister was, zette zich in voor de uitbouw van de gemeente. Hij liet scholen en een sportstadion bouwen. In 2010 kreeg Égletons vanwege zijn 20e-eeuwse architectuur het label Patrimoine XXème Siècle.

## Geografie
De oppervlakte van Égletons bedroeg op 1 januari 2022 16,85 vierkante kilometer; de bevolkingsdichtheid was toen 257,3 inwoners per km².
De onderstaande kaart toont de ligging van Égletons met de belangrijkste infrastructuur en aangrenzende gemeenten.

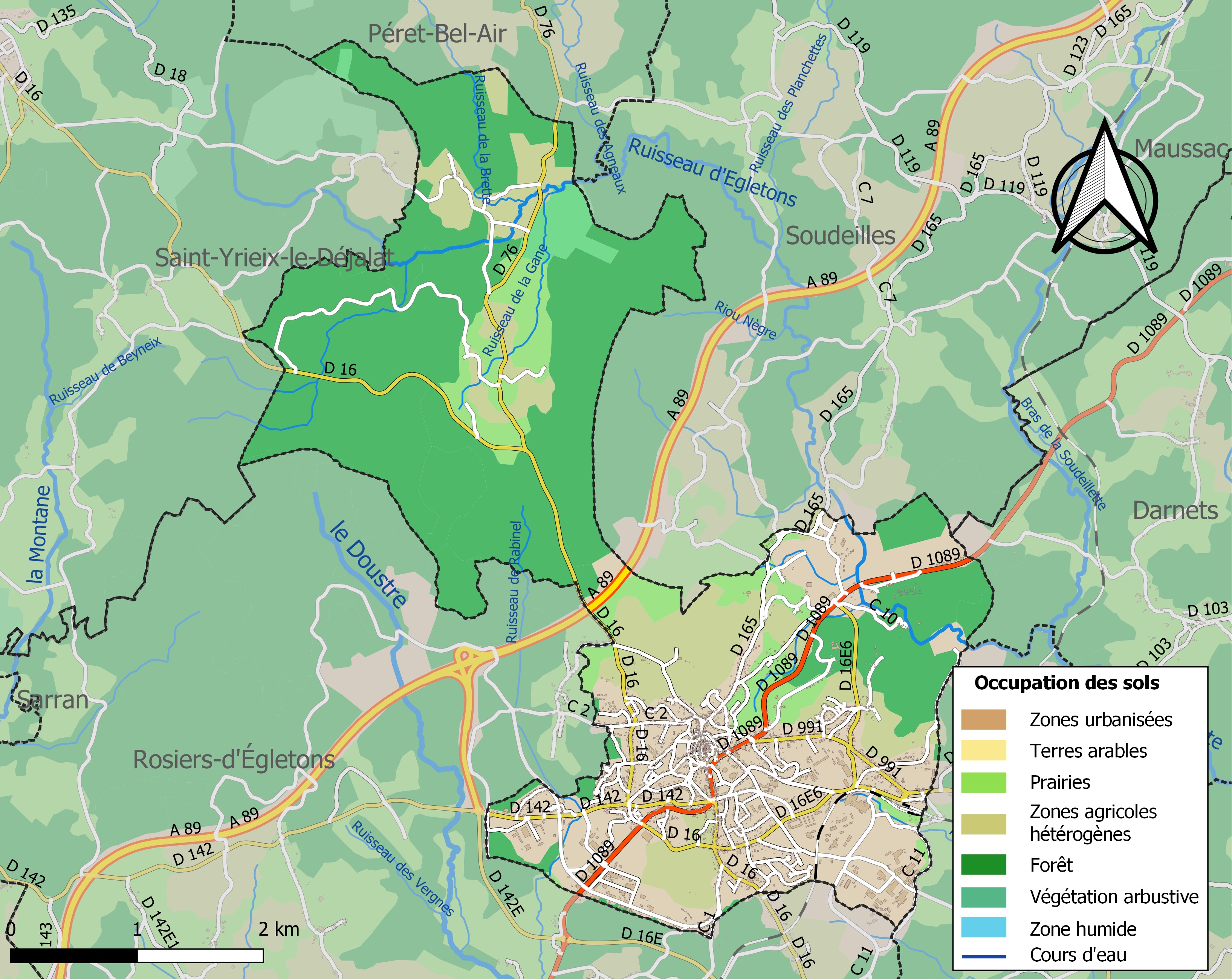

## Demografie
Onderstaande figuur toont het verloop van het inwonertal (bron: INSEE-tellingen).

## Verkeer en vervoer
In de gemeente ligt spoorwegstation Égletons.
De autosnelweg A89 loopt door de gemeente.